# Беневольська Лія Ігорівна
Лія Ігорівна Беневольска (рос. Лия Игоревна Беневольская; нар. 9 березня 1932, Куйбишев) — радяньська і російська звукорежисерка. Член Гільдії звукорежисерів Спілки кінематографістів Росії.

## З життєпису
Народилася 9 березня 1932 року у Куйбишеві в родині службовця. Закінчила Київський інститут кіноінженерів (1954, електротехнічний факультет). З 1954 року працює інженером звукоцеху, з 1958 року — звукорежисеркою кіностудії «Мосфільм».

## Фільмографія
Оформила стрічки:
- «Солдатське серце» (1958, у співавт. з В. Богданкевичем)
- «Нахабеня» (1961)
- «Ім'ям революції» (1963)
- «Викликаємо вогонь на себе» (1963-1964, у співавт. з В. Бєляровим)
- «Лебедєв проти Лебедєва» (1965)
- «Комісар» (1967, у співавт. з М. Шарим, Є. Базановим)
- «Шосте липня» (1968)
- «Чайка» (1970)
- «Їхали в трамваї Ільф і Петров» (1971)
- «Трясовина» (1977)
- «Ах, водевіль, водевіль...» (1979)
- «Склянка води» (1979)
- «Рецепт її молодості» (1983)
- «Місто наречених» (1985)
- «Перехоплення» (1986)
- «Нічний екіпаж» (1987)
- «Захисник Сєдов» (1988)
- «Життя за лімітом» (1989)
- «Діна» (1990, у співавт. з О. Ільїною)
- «Повість непогашеного місяця» (1990)
- «Спільниця» (1990)
- «На Муромській доріжці» (1993)